# Салякаптан
Салякаптан (устар. Сале-Каптан) — река в России, протекает по Ямало-Ненецкому АО. Впадает в Тазовскую губу. Длина реки составляет 68 км. По всей длине реки проходит граница между Тазовским и Пуровским районами ЯНАО.

## Притоки
- 10 км: Ярэйяха (лв)
- 37 км: Нюдя-Салякаптан (пр)

## Данные водного реестра
По данным государственного водного реестра России относится к Нижнеобскому бассейновому округу, водохозяйственный участок реки — Пур, речной подбассейн реки — подбассейн отсутствует. Речной бассейн реки — Пур.
Код объекта в государственном водном реестре — 15040000112115300063245.